# Llista de monuments de Castelldefels
Llista de monuments de Castelldefels inclosos en l'Inventari del Patrimoni Arquitectònic Català per al municipi de Castelldefels (Baix Llobregat). Inclou els inscrits en el Registre de Béns Culturals d'Interès Nacional (BCIN) amb la classificació de monuments històrics i els béns culturals d'interès local (BCIL) de caràcter arquitectònic.
| Monument                                                   | Protecció    | Estil/època                                        | Localització                                                    | Coordenades                                          | Codi?         | Imatge |
| ---------------------------------------------------------- | ------------ | -------------------------------------------------- | --------------------------------------------------------------- | ---------------------------------------------------- | ------------- | --- |
| Castell de Fels, Església de Santa Maria i torre de guaita | BCIN 643-MH  | Romànic, historicisme XVI, XIX, X                  | Castelldefels Plaça del castell                                 | 41° 17′ 03″ N, 1° 58′ 42″ E / 41.284111°N,1.978226°E | RI-51-0005249 | Castell de Fels, Església de Santa Maria i torre de guaita (Castelldefels) · Vegeu més fotos d'aquest monument · Carregueu una nova foto d'aquest monument |
| La Barona                                                  | BCIN 645-MH  | Obra popular XVI                                   | Castelldefels Av. de l'Hotel, 22                                | 41° 16′ 10″ N, 1° 57′ 45″ E / 41.269576°N,1.962483°E | RI-51-0005353 | La Barona (Castelldefels) · Vegeu més fotos d'aquest monument · Carregueu una nova foto d'aquest monument                                                  |
| Can Gomar - Can Ballester                                  | BCIN 646-MH  | XVI                                                | Castelldefels                                                   | 41° 17′ 00″ N, 1° 58′ 44″ E / 41.283218°N,1.978858°E | RI-51-0005352 | Can Gomar - Can Ballester (Castelldefels) · Vegeu més fotos d'aquest monument · Carregueu una nova foto d'aquest monument                                  |
| Creu de terme                                              | BCIN 4004-MH | Gòtic XV                                           | Castelldefels Pg. de Can Vinyes - Pg. de la Creu, urb. Bellamar | 41° 16′ 14″ N, 1° 57′ 19″ E / 41.270554°N,1.955378°E | IPA-30840     | Creu de terme (Castelldefels) · Vegeu més fotos d'aquest monument · Carregueu una nova foto d'aquest monument                                              |
| Torre de Can Valls de la Muntanyeta                        | BCIN 4068-MH | Obra popular XVI                                   | Castelldefels C/ Santiago Rusiñol - Parc de la muntanyeta       | 41° 16′ 52″ N, 1° 58′ 31″ E / 41.281209°N,1.975222°E | IPA-18127     | Torre de Can Valls de la Muntanyeta (Castelldefels) · Vegeu més fotos d'aquest monument · Carregueu una nova foto d'aquest monument                        |
| Torre Gabriel Folcher                                      | BCIN 4069-MH | Obra popular XVI                                   | Castelldefels C. Arcadi Balaguer, 106                           | 41° 17′ 00″ N, 1° 58′ 55″ E / 41.283362°N,1.982004°E | IPA-18128     | Torre Gabriel Folcher (Castelldefels) · Vegeu més fotos d'aquest monument · Carregueu una nova foto d'aquest monument                                      |
| Torre de Climent Savall, o Torreò Mediterrà                | BCIN 4075-MH | Obra popular XVI                                   | Castelldefels C. Arcadi Balaguer, 116                           | 41° 17′ 01″ N, 1° 58′ 57″ E / 41.283644°N,1.982606°E | IPA-38905     | Torre de Climent Savall (Castelldefels) · Vegeu més fotos d'aquest monument · Carregueu una nova foto d'aquest monument                                    |
| Torre de Can Roca de Baix                                  | BCIN 4076-MH | Obra popular XVI                                   | Castelldefels C. Bisbe Urquinaona, 11                           | 41° 17′ 00″ N, 1° 58′ 44″ E / 41.283403°N,1.978795°E | IPA-18129     | Torre de Can Roca de Baix (Castelldefels) · Vegeu més fotos d'aquest monument · Carregueu una nova foto d'aquest monument                                  |
| Torre Antoni                                               | BCIN 4070-MH | Obra popular XVI                                   | Castelldefels C. Església - c. Isaac Peral                      | 41° 17′ 06″ N, 1° 58′ 55″ E / 41.284871°N,1.981824°E | IPA-18130     | Torre Antoni (Castelldefels) · Vegeu més fotos d'aquest monument · Carregueu una nova foto d'aquest monument                                               |
| Torre Fael i Masia de Cal Patxoca                          | BCIN 4071-MH | Obra popular XVI                                   | Castelldefels Av. 320, 18-22                                    | 41° 16′ 39″ N, 1° 57′ 57″ E / 41.27738°N,1.965851°E  | IPA-18131     | Torre Fael i Masia de Cal Patxoca (Castelldefels) · Vegeu més fotos d'aquest monument · Carregueu una nova foto d'aquest monument                          |
| Torre de Cal Moliner                                       | BCIN 4072-MH | Obra popular XVI                                   | Castelldefels C. Major, 43                                      | 41° 17′ 04″ N, 1° 58′ 57″ E / 41.284505°N,1.982461°E | IPA-18132     | Torre de Cal Moliner (Castelldefels) · Vegeu més fotos d'aquest monument · Carregueu una nova foto d'aquest monument                                       |
| Torre Moruna                                               | BCIN 4073-MH | Obra popular X,                                    | Castelldefels Pl. Torremoruna                                   | 41° 16′ 13″ N, 1° 57′ 30″ E / 41.270382°N,1.958401°E | IPA-18134     | Torre Moruna (Castelldefels) · Vegeu més fotos d'aquest monument · Carregueu una nova foto d'aquest monument                                               |
| Can Vinyes i Torre de Sant Salvador                        | BCIN 4074-MH | Obra popular XVI, XX                               | Castelldefels Pg. de Can Vinyes, 49                             | 41° 16′ 19″ N, 1° 57′ 23″ E / 41.271962°N,1.956434°E | IPA-18135     | Carregueu una nova foto d'aquest monument |
| Església parroquial de Santa Maria                         | BCIL 1987    | Historicisme XX                                    | Castelldefels Pl. de l'Església, 8                              | 41° 16′ 50″ N, 1° 58′ 37″ E / 41.280683°N,1.976898°E | IPA-18140     | Església parroquial de Santa Maria (Castelldefels) · Vegeu més fotos d'aquest monument · Carregueu una nova foto d'aquest monument                         |
| Casa del Comte de Güell o Can Poal                         | BCIL 1987    | Modernisme XIX                                     | Castelldefels C. Comte de Güell                                 | 41° 16′ 27″ N, 1° 56′ 43″ E / 41.274292°N,1.945202°E | IPA-18141     | Casa Comte de Güell (Castelldefels) · Vegeu més fotos d'aquest monument · Carregueu una nova foto d'aquest monument                                        |
| Apartaments Sargazo                                        | BCIL 1987    | Darreres tendències Ricard Bofill i Leví XX (1965) | Castelldefels C. 19, 12                                         | 41° 15′ 59″ N, 1° 59′ 44″ E / 41.266317°N,1.995467°E | IPA-18142     | Apartaments Sargazo (Castelldefels) · Vegeu més fotos d'aquest monument · Carregueu una nova foto d'aquest monument                                        |
| Ermita de Sant Salvador dels Arenys                        | BCIL 1987    | Obra popular XI, XIII, XVII                        | Castelldefels Pg. Vinyes                                        | 41° 16′ 16″ N, 1° 57′ 19″ E / 41.270973°N,1.955196°E | IPA-18143     | Ermita de Sant Salvador dels Arenys (Castelldefels) · Vegeu més fotos d'aquest monument · Carregueu una nova foto d'aquest monument                        |
| Cal Ganxo                                                  |              | Obra popular XVIII                                 | Castelldefels Pg. de la Font                                    | 41° 17′ 14″ N, 1° 57′ 45″ E / 41.287289°N,1.962540°E | IPA-18145     | Cal Ganxo (Castelldefels) · Vegeu més fotos d'aquest monument · Carregueu una nova foto d'aquest monument                                                  |
| Estació del ferrocarril                                    | BCIL 1987    | Eclecticisme XIX                                   | Castelldefels Pl. Estació                                       | 41° 16′ 44″ N, 1° 58′ 45″ E / 41.278913°N,1.979294°E | IPA-18146     | Estació del ferrocarril (Castelldefels) · Vegeu més fotos d'aquest monument · Carregueu una nova foto d'aquest monument                                    |
| Casa de les Plomes                                         | BCIL 1987    | Eclecticisme XIX Final                             | Castelldefels Av. del Mar - Pg. Ferrocarril                     | 41° 16′ 12″ N, 1° 58′ 09″ E / 41.270077°N,1.969197°E | IPA-18147     | Casa de les Plomes (Castelldefels) · Vegeu més fotos d'aquest monument · Carregueu una nova foto d'aquest monument                                         |
| Can Roca de Dalt                                           | BCIL 1987    | Obra popular XVIII                                 | Castelldefels Castanyer - Espígol, 26                           | 41° 17′ 02″ N, 1° 57′ 59″ E / 41.283772°N,1.966338°E | IPA-18148     | Can Roca de Dalt (Castelldefels) · Vegeu més fotos d'aquest monument · Carregueu una nova foto d'aquest monument                                           |
| Escoles públiques Lluís Vives                              | BCIL 1987    | Noucentisme XX                                     | Castelldefels C. Arcadi Balaguer, 25                            | 41° 16′ 48″ N, 1° 58′ 36″ E / 41.27998°N,1.97657°E   | IPA-18149     | Escoles públiques Lluís Vives (Castelldefels) · Vegeu més fotos d'aquest monument · Carregueu una nova foto d'aquest monument                              |
| Restes de Ca n'Arnand                                      | BCIL 1987    | Obra popular XVII                                  | Castelldefels Enderrocada amb restes darrera de Can Gomar       | 41° 17′ 01″ N, 1° 58′ 50″ E / 41.28369°N,1.9805°E    | IPA-18150     | Restes de Ca n'Arnand (Castelldefels) · Vegeu més fotos d'aquest monument · Carregueu una nova foto d'aquest monument                                      |
| Can Llopart                                                |              | Obra popular XVII, XVIII                           | Castelldefels Agustina d'Aragó                                  |                                                      | IPA-18151     | Carregueu una nova foto d'aquest monument |
| Cal Garrofer                                               | BCIL 1987    | Obra popular XVI                                   | Castelldefels C. Església, 5                                    | 41° 17′ 01″ N, 1° 58′ 50″ E / 41.283661°N,1.980575°E | IPA-18152     | Cal Garrofer (Castelldefels) · Vegeu més fotos d'aquest monument · Carregueu una nova foto d'aquest monument                                               |
| Mas Jové                                                   | BCIL 1987    | Obra popular XVI                                   | Castelldefels Pl. dels Pins                                     | 41° 16′ 40″ N, 1° 57′ 43″ E / 41.277842°N,1.961990°E | IPA-18153     | Mas Jové (Castelldefels) · Vegeu més fotos d'aquest monument · Carregueu una nova foto d'aquest monument                                                   |
| Can Baixeres                                               | BCIL 1987    | Noucentisme XX                                     | Castelldefels Av. Diagonal, 4                                   | 41° 16′ 46″ N, 1° 58′ 31″ E / 41.279491°N,1.975340°E | IPA-18154     | Can Baixeres (Castelldefels) · Vegeu més fotos d'aquest monument · Carregueu una nova foto d'aquest monument                                               |
| Casa Guiu                                                  | BCIL 1987    | Art Déco XX                                        | Castelldefels Pg. de la Marina, 106                             | 41° 16′ 01″ N, 1° 58′ 43″ E / 41.266953°N,1.978488°E | IPA-18155     | Casa Guiu (Castelldefels) · Vegeu més fotos d'aquest monument · Carregueu una nova foto d'aquest monument                                                  |
| Casa Güell                                                 | BCIL 1987    | Noucentisme XX                                     | Castelldefels Pg. de la Marina, 205                             | 41° 16′ 02″ N, 1° 58′ 06″ E / 41.267154°N,1.968205°E | IPA-18156     | Casa Güell (Castelldefels) · Vegeu més fotos d'aquest monument · Carregueu una nova foto d'aquest monument                                                 |
| Casa Ferrando                                              | BCIL 1987    | Racionalisme Ferran Galí Casademont XX (1968)      | Castelldefels Pg. de la Marina, 64                              | 41° 16′ 05″ N, 1° 59′ 17″ E / 41.267934°N,1.988005°E | IPA-18157     | Casa Ferrando (Castelldefels) · Vegeu més fotos d'aquest monument · Carregueu una nova foto d'aquest monument                                              |
| Can Vinader                                                | BCIL 1987    | Obra popular XVI                                   | Castelldefels Ctra. de la Sentiu, 17                            | 41° 17′ 21″ N, 1° 58′ 17″ E / 41.289295°N,1.971370°E | IPA-18158     | Can Vinader (Castelldefels) · Vegeu més fotos d'aquest monument · Carregueu una nova foto d'aquest monument                                                |
| Ca n'Orbat                                                 | BCIL 1987    | Obra popular XVI, XVII                             | Castelldefels Av. 302, 92 - av. 313, 5                          | 41° 16′ 48″ N, 1° 58′ 03″ E / 41.279931°N,1.967384°E | IPA-18159     | Ca n'Orbat (Castelldefels) · Vegeu més fotos d'aquest monument · Carregueu una nova foto d'aquest monument                                                 |
| S'Algaida                                                  |              | Darreres tendències XX                             | Castelldefels Pg. Bellavista, 31                                | 41° 16′ 26″ N, 1° 57′ 53″ E / 41.274020°N,1.964850°E | IPA-18160     | Carregueu una nova foto d'aquest monument |
| Cal Tiesso                                                 | BCIL 1987    | Obra popular XVIII Final                           | Castelldefels C. del Montseny                                   | 41° 17′ 07″ N, 1° 58′ 15″ E / 41.285229°N,1.970754°E | IPA-18161     | Cal Tiesso (Castelldefels) · Vegeu més fotos d'aquest monument · Carregueu una nova foto d'aquest monument                                                 |